# Glenea formosana
Glenea florensis é uma espécie de escaravelho da família Cerambycidae. Foi descrito por Ritsema em 1892.  É conhecida a sua existência em Indonésia.